# تأثير زينو الكمومي
فإن تأثير زينو الكمومي (المعروف أيضا باسم مفارقة تورينج) هو سمة من سمات  الأنظمة الميكانيكية الكميّة التي تسمح بتوقيف تطور الجسيم عن طريق قياسه بشكل متكرر بما فيه الكفاية بالنسبة إلى بعض إعدادات القياس المختارة.
أحيانًا يتم تفسير هذا التأثير على أنه «لا يمكن تغيير النظام أثناء مشاهدته.» يمكن للمرء«تجميد» تطور النظام من خلال قياسه بشكل متكرر وبدرجة كافية في حالته الأولية المعروفة. وقد توسع معنى المصطلح منذ ذلك الحين، مما أدى إلى تعريف أكثر تقنية يمكن من خلاله كبح التطور الزمني ليس فقط عن طريق القياس: إن تأثير زينو الكمي هو كبح تطور الزمن الأحادي في الأنظمة الكمية التي توفرها مجموعة متنوعة من المصادر: القياس، التفاعلات مع البيئة، والمجالات العشوائية، من بين عوامل أخرى. وكنتيجة لدراسة تأثير الزينو الكمي، أصبح من الواضح أن تطبيق سلسلة من النبضات القوية والسريعة بما يكفي مع التناظر المناسب يمكن أن يفصل أيضًا نظامًا من بيئة إزالة الترابط.
يأتي الاسم من مفارقة سهم زينو، التي تنص بما أن السهم في الجو لا ينظر إلى تحركه خلال أي لحظة واحدة فإنه لا يمكن أن يتحرك على الإطلاق. قدم أول اشتقاق صارم وعام من تأثير الزينو الكمي في عام 1974 من قبل ديغاسبريس وآخرون،  على الرغم من أنه سبق وصفه من قبل آلان تورنغ. ترجع المقارنة مع مفارقة زينو إلى ورقة كتبت عام 1977 من قبل جورج سودارشان وبيديانث ميسرا.
ووفقًا لمبدأ التخفيض، فإن كل قياس يؤدي بالدالة الموجية إلى الانهيار إلى حالة ذاتية من أساس القياس. في سياق هذا التأثير، يمكن ببساطة أن تكون ملاحظة امتصاص الجسيمات دون الحاجة إلى وجود مراقب تقليدي. ومع ذلك، هناك جدل حول تفسير هذا التأثير، الذي يشار إليه أحيانا باسم «مسألة القياس» في عبور الواجهة بين الكائنات المجهرية.

## وصلات خارجية
- Zeno.qcl A computer program written in QCL which demonstrates the Quantum Zeno effect